# Coup de poing remontant
Le coup de poing remontant (ou uppercut, terme anglais qui se prononce « U-percut ») est un geste de percussion réalisé de bas en haut, et délivré le plus souvent à mi-distance avec le bras semi-fléchi. 

Il est souvent qualifié de crochet dans le plan vertical, ce qui n'est pas toujours vrai : sa trajectoire peut être effectivement curviligne, mais elle peut être également rectiligne (oblique remontante, le plus souvent). Ainsi, une trajectoire perpendiculaire à la cible évite plus facilement des esquives adverses. 

En boxe anglaise au XVIIIe siècle, le boxeur anglais Dutch Sam a donné le nom d’uppercut à ce coup appelé auparavant « undercut ».

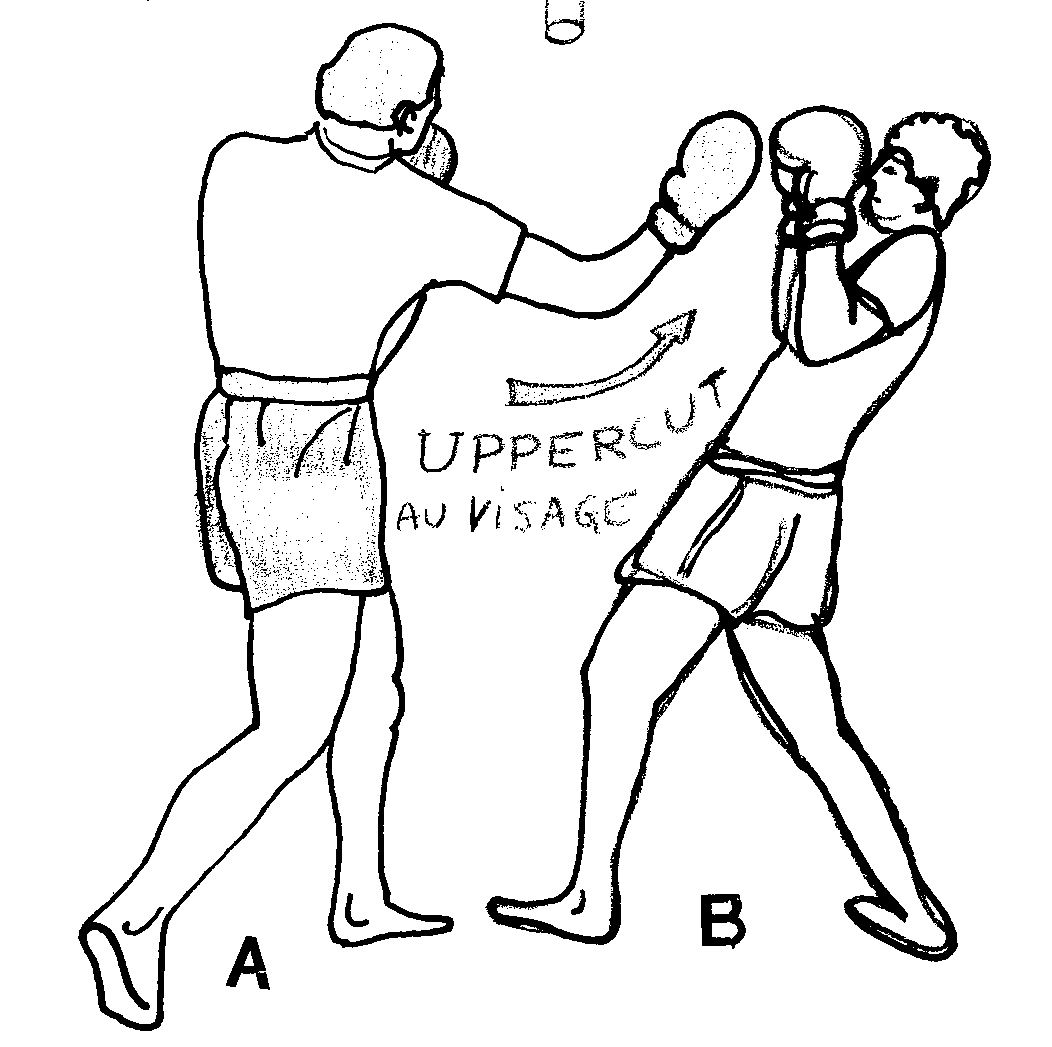
Uppercut à grande distance
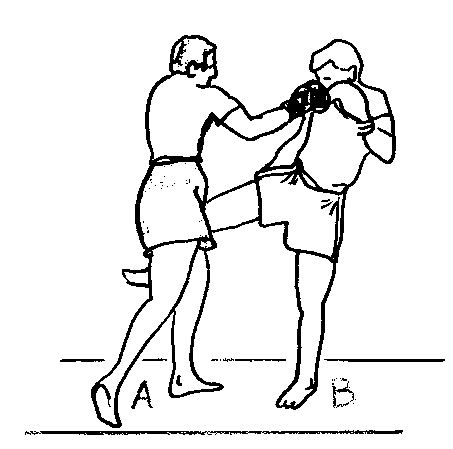
Uppercut en contre sur une attaque en jambe
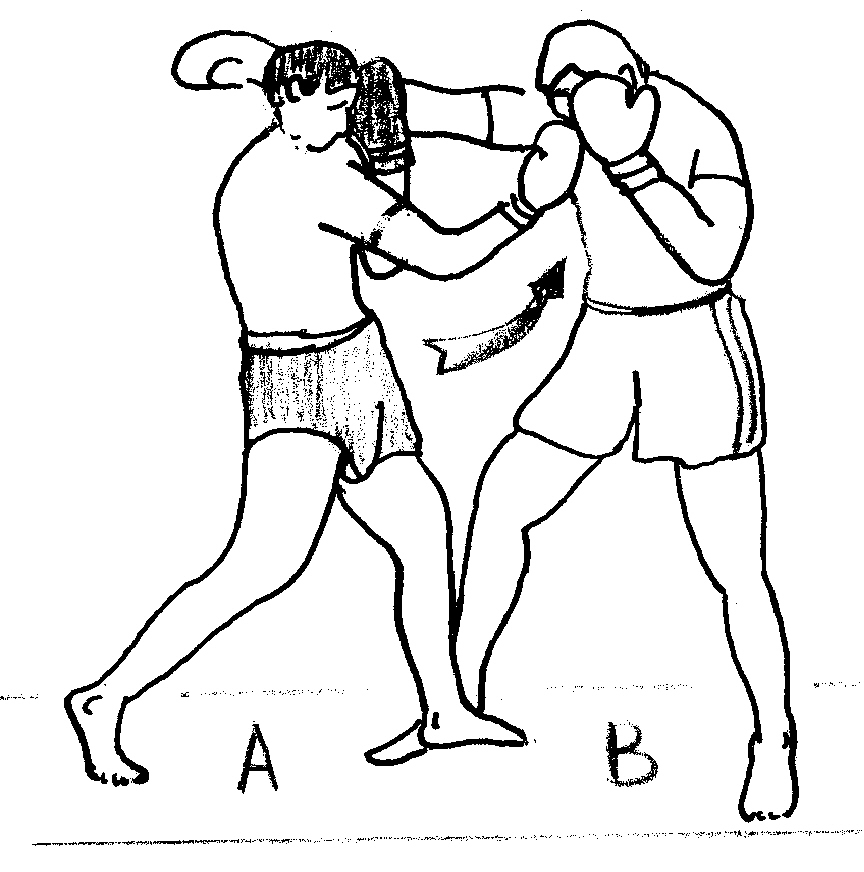
Uppercut en contre sur une attaque en poing